# Voivodato de Świętokrzyskie

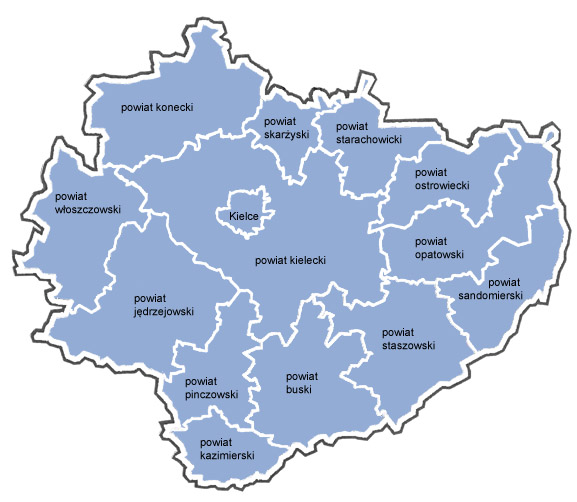
Divisiones administrativas del voivodato.

El voivodato de Świętokrzyskie o voivodato de Santa Cruz (en polaco: Województwo świętokrzyskie) es una de las 16 provincias (voivodatos) de la República de Polonia. Su capital es la ciudad de Kielce.
El voivodato fue creado el 1 de enero de 1999 a partir del antiguo voivodato de Tarnobrzeg, bajo la ley de reordenamiento territorial polaca de 1998.
Tiene una superficie de 11.672 km² y una población de 1.291.000 (2004). Está dividido en 13 distritos (powiats), un distrito urbano y 102 comunas. El voivodato ha adquirido fama ya que por la provincia pasa la Ruta Jacobea de Pequeña Polonia, que parte de Sandomierz, al sureste del voivodato, y va a Cracovia (en Pequeña Polonia).

## Divisiones
Ciudades-distrito
- Kielce

Distritos
- Distrito de Kielce
- Distrito de Ostrowiec
- Distrito de Starachowice
- Distrito de Jędrzejów
- Distrito de Końskie
- Distrito de Sandomierz
- Distrito de Skarżysko
- Distrito de Staszów
- Distrito de Busko
- Distrito de Opatów
- Distrito de Włoszczowa
- Distrito de Pińczów
- Distrito de Kazimierza